# José Rodolfo Chessani
José Rodolfo Chessani García (Coatzacoalcos, 23 de noviembre de 1998) es un deportista mexicano que compite en atletismo adaptado. Ganó una medalla de oro en los Juegos Paralímpicos de Tokio 2020, en la prueba de 400 m (clase T38).

## Palmarés internacional
| Juegos Paralímpicos | Juegos Paralímpicos | Juegos Paralímpicos | Juegos Paralímpicos |
| Año                 | Lugar               | Medalla             | Prueba              |
| ------------------- | ------------------- | ------------------- | ------------------- |
| 2020                | Tokio (Japón)       | Medalla de oro      | 400 m T38           |